# Coenochilus impressus
Coenochilus impressus är en skalbaggsart som beskrevs av Moser 1911. Coenochilus impressus ingår i släktet Coenochilus och familjen Cetoniidae. Inga underarter finns listade i Catalogue of Life.